# Бутаков, Владимир Иванович
Влади́мир Ива́нович Бутаков (1830—1894) — офицер Российского императорского флота, один из представителей дворянского рода Бутаковых, участник Крымской войны и обороны Севастополя, контр-адмирал.

## Биография
Владимир Иванович Бутаков родился в 1830 году в многодетной семье вице-адмирала Ивана Николаевича Бутакова (1776—1865) и его супруги Каролины Карловны (урождённой Беаты Каролины вон Кристиансон) (1792—1876). В семье Бутаковых было десять детей — пять сыновей и пять дочерей. Все сыновья стали морскими офицерами, четверо из них дослужились до адмиральского чина: Владимир и Алексей (1816—1869) достигли чина контр-адмирала; Иван (1822—1882) — стал вице-адмиралом, Григорий (1820—1882) — дослужился до полного адмирала. Пятый сын Дмитрий (1827—1855) погиб при защите Севастополя в чине лейтенанта.
Владимир был младшим сыном в семье. По примеру старших братьев поступил в Морской корпус. 25 августа 1846 года был произведён в гардемарины, а 13 июня 1848 года в мичманы и назначен для прохождения службы на Черноморский флот. До 1853 годах служил на транспорте «Днестр», бриге «Неарк», 84-пушечном линейном корабле «Святослав», шхунах «Смелая» и «Забияка», фрегате «Коварна». В 1853 году был назначен на 11-пушечный пароходофрегат «Владимир», на котором командиром был его брат капитан 2 ранга Г. И. Бутаков.
Участник Крымской войны и обороны Севастополя. В 1854 году служил на пароходе «Дунай» и «Днестр», на пароходофрегате «Херсонес» находился на севастопольском рейде, участвовал в сражении и погоне за двумя английскими и одним французским пароходофрегатами. Затем на пароходе «Тамань» в качестве охотника, миновав блокаду Севастополя, участвовал в сожжении у берегов Анатолии 3-х коммерческих турецких судов.
С 13 сентября 1853 по 1 июля 1855 года входил в состав гарнизона Севастополя, находился на 4 и 5 бастионах. 13 октября 1854 был ранен и контужен в голову, получил ожог лица. В марте 1855 года был вновь контужен в голову осколком бомбы, но остался на бастионе. Был награждён орденами Святой Анны 3 степени с мечами и Святого Владимира 4 степени с мечами. 30 марта 1855 года был произведён за отличие в лейтенанты.
После окончания Крымской войны служил на пароходах «Пётр Великий» и «Прут», на которых ходил по черноморским и дунайским портам, в 1857 году был назначен командиром «Прута». С 1858 года командовал шхуной «Соук-су», на которой ходил у абхазских берегов, а в 1860—1861 годах проводил на ней магнитные наблюдения. С 1862 по 1869 годы командовал шхуной «Келасуры», плавал у кавказских берегов, а потом занимал брантвахтенный пост у Очакова. В 1864 году был награждён орденом Святого Станислава 2 степени за труды при перевозке десантных войск у мыса Адлер. 1 января 1866 года был произведён в капитан-лейтенанты.
С 1869 по 1874 годы командовал корветом «Львица» и шхуной «Келасуры», плавал в Чёрном море. 1 января 1874 года произведён в капитаны 2 ранга, а 1 января 1879 года — в капитаны 1 ранга. Дважды, в 1875 и 1879 годах был пожалован подарком по чину из Кабинета Его Величества.
С 1875 по 1879 годы командовал пароходами «Турок» и «Аргонавт» в Чёрном море. 22 июля 1885 года был произведён в контр-адмиралы с увольнением от службы.
Умер Владимир Иванович Бутаков 29 сентября 1894 года в Николаеве.

## Семья
Владимир Иванович Бутаков был женат на Софье Александровне Банковой — вдове его старшего товарища и командира лейтенанта П. Г. Банкова (1822—1855), погибшего при защите Севастополя в Крымскую войну. Софья Александровна имела сына от первого брака — Владимира (родился 14 сентября 1853 года), которого усыновил Бутаков. У Владимира и Софьи Бутаковых родились четыре дочери и два сына.

## Награды
Российской империи:
- орден Святой Анны 3 степени с мечами (1855)
- орден Святого Владимира 4 степени с мечами (1855)
- орден Святого Станислава 2 степени (1864)
- орден Святой Анны 2 степени (1872)
- орден Святого Владимира 3 степени (1880)

Иностранные:
- орден Меджидие 4 степени (Турция, 1861)
- орден Спасителя (Греция, 1874).